# Solvang
Solvang è un centro abitato (City) degli Stati Uniti d'America, situato nella contea di Santa Barbara dello stato della California. Nel censimento del 2000 la popolazione era di 5 332 abitanti.
Solvang significa "campo soleggiato" in danese. La città fu infatti fondata da un gruppo di educatori danesi nel 1911 su una superficie di 36 km² che apparteneva precedentemente agli spagnoli.
L'episodio Millie l'orfanello della diciannovesima stagione de I Simpson è parzialmente ambientato a Solvang. Anche buona parte del film Sideways - In viaggio con Jack è girata in questa città. La band californiana Mad Caddies proviene da Solvang.

## Geografia fisica
Secondo i rilevamenti dell'United States Census Bureau, Solvang si estende su una superficie di 6,4 km².